# Meili (Traktor)

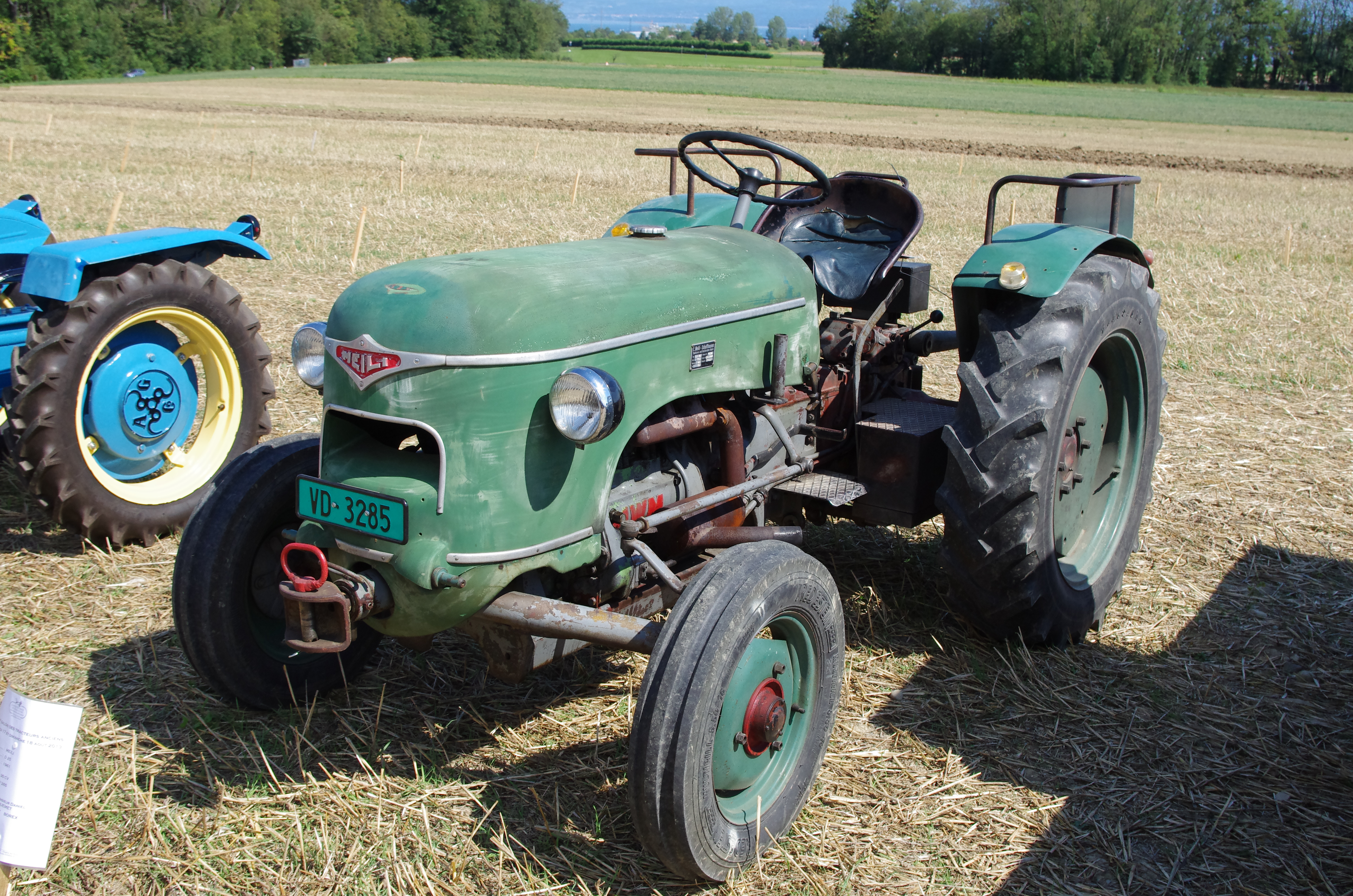
Traktor Meili D 25, 1961

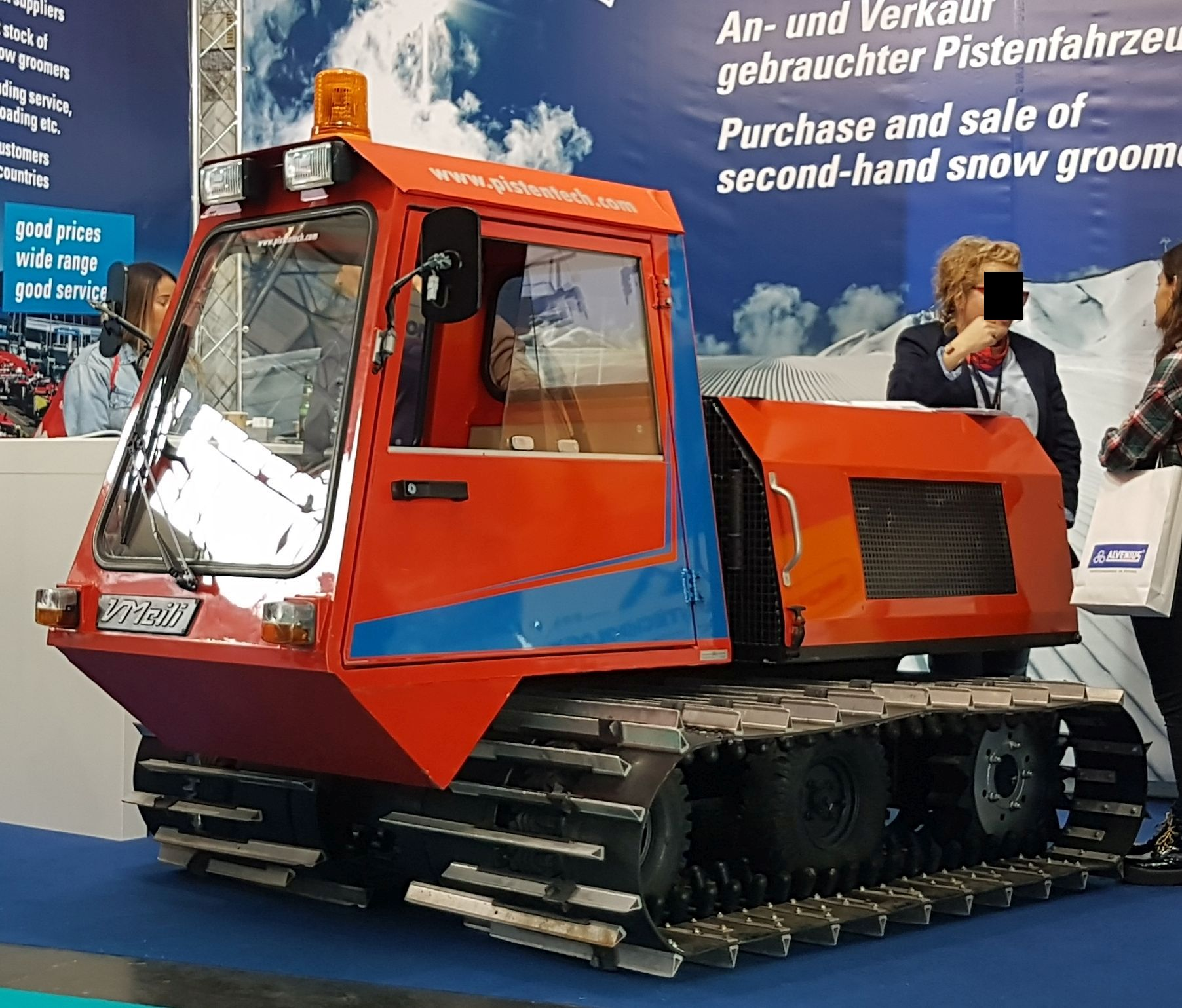
Meili Pistenraupe VM500

Meili war eine schweizerische Traktorenmarke. Das Fahrzeugbauunternehmens Ernst Meili Traktorenfabrik bzw. später E. Meili Fahrzeugbau AG fertigte von den 1930er Jahren bis in die 1970er (oder 1980er?) Jahre Traktoren.

## Geschichte
Die E. Meili Traktorenfabrik wurde 1934 von Ernst Meili in Schaffhausen (Schweiz) gegründet. Traktoren mit Stahlkrallengreifrädern und selbstentwickelter Hinterachse waren sehr gefragt in den 1930er Jahren. Etwa ab 1938 wurden selbstentwickelte Holzvergaser eingebaut. Federstahlräder zum Ersatz für Gummireifen wurden patentiert und gebaut. 1950 gingen 30 «Herkulestraktoren» nach Südafrika. 1959 wurde das Agromobil vorgestellt.
1964 wurde die Firma nach Schübelbach verlegt und in E. Meili Fahrzeugbau AG umbenannt (damals etwa 70 Beschäftigte). 1966 wurde der 7000. Schlepper produziert.
In den 1970er Jahren geriet das Familienunternehmen in wirtschaftliche Schwierigkeiten. 1984 wurde die Produktion schliesslich eingestellt und das Werksgelände in Schübelbach verkauft.
Viktor Meili, einer von drei Söhnen des Gründers, hatte bereits 1974 als eigenes Unternehmen die V. Meili AG für Konstruktionen und Spezialfahrzeuge gegründet. Diese Firma stellte vornehmlich Allrad- und Raupenfahrzeuge her. Die V. Meili AG erwarb 2001 die ehemaligen E.-Meili-Liegenschaften in Schübelbach. Seit 2002 werden dort Kommunalfahrzeuge (Kompakttransporter/-geräteträger), Schneefräsen, Pister, Zweiwegefahrzeuge u. a. in Serie sowie Spezialfahrzeuge nach Kundenwünschen unter dem Markennamen V Meili gefertigt.

## Typen
Es wurden unter anderen Schlepper mit folgenden Typenbezeichnungen vertrieben (Die Liste ist unvollständig):
- Meili Herkules

- Meili Me 12
- Meili Me 22
- Meili Me 52
- Meili C 22
- Meili DC 1
- Meili DC 2

- Meili Flextrac

- Meili DM 12
- Meili DM 18
- Meili DM 20
- Meili DM 25
- Meili DM 30
- Meili DM 36
- Meili DM 48

- Meili Agromobil
- Meili Multimobil M-1500 + MA-1500
- Meili Multimobil M-1600 + MS-1600 + MAS-1600
- Meili Multimobil MA-4000